# Миладин Пећинар
Миладин Пећинар (Љубиш, 17. март 1893 — Београд, 5. јун 1973) био је инжењер грађевинарства, професор универзитета и академик САНУ.

## Биографија
Рођен је 17. марта (по старом календару 5. марта) 1893. године у златиборском селу Љубишу, у сеоској породици. Основну школу је завршио у месту рођења, а потом се уписао у гимназију у Ужицу коју је завршио школске 1911/12. године. Исте године се уписао на Грађевински одсек Техничког факултета. Балкански ратови и Први светски рат су прекинули његово даље школовање. У Првом светском рату је учествовао као један од 1300 каплара Скопске ђачке чете. Са српском војском се повукао преко Албаније. На Солунском фронту 1917. године био је тешко рањен. После рата је унапређен у чин резервног пешадијског мајора ЈВ и као такав је преузет и у ЈНА после Другог светског рата. Студије је наставио после завршетка рата, прво на Примењеној школи за грађевинске инжењере у Риму, а затим на Грађевинском одсеку Техничког факултета у Београду. Студије је завршио крајем децембра 1921. године и тиме стекао звање грађевинског инжењера.
Већ на почетку своје професионалне каријере опредељује се за хидротехнику. После положеног стручног испита у фебруару 1925. године оснива свој Биро за пројектовање грађевина на води. Биро у току Другог светског рата није радио, а званично је престао са радом крајем 1944. године.
Од 1945. до 1948. године радио је у Министарству грађевина ФНРЈ и у Савезном хидрометеоролошком заводу.
Крајем 1948. године изабран је за ванредног професора за предмет хидротехничке конструкције на Техничком факултету. За редовног професора изабран је 1951. године на Катедри за хидротехнику на истом факултету, и ту је радио све до пензионисања 1963. године.
За дописног члана Српске академије наука и уметности изабран је 1959. године, а за редовног члана 1963. године.
Преминуо је 5. јуна 1973. године у Београду, а по својој жељи је сахрањен у родном селу Љубишу на Златибору.
Научни и стручни радови академика Миладина Пећинара обухватају скоро све гране хидротехнике - хидрологију, хидраулику, опште уређење вода, коришћење водних снага, санитарну хидротехнику, уређење водотока, уређење минералних вода и хидротехничке конструкције. У свакој од ових области је дао врло вредна и значајна остварења.
Пројектовао је следеће веће изведене хидротехничке објекте: лучну брану „Матка“ на Трески (1938. године) са хидроелектраном Св. Андреја; хидроелектране: „Чечево“ код Косовске Митровице, „Нови Пазар“, „Темштица“ код Пирота, Мини-хидроелектрану Врело код Бајине Баште и „Црни Тимок“ код Бољевца; водоводе у Скопљу, Тетову, Ужицу, Београду и Обреновцу (са идејним решењем уређења Обреновачке бање); канализацију у Обреновачкој Бањи и Земуну. У области минералних вода има доста успелих студија и остварења: Нишка Бања, Паланачки Кисељак, Буковичка Бања и Врњачка Бања, где је остварио и начин експлоатације топле воде као стоне воде.
Осим ових изведених пројеката, пројектовао је и један низ неизведених објеката.
Академик Миладин М. Пећинар је носилац Албанске споменице. На крају Првог светског рата је одликован Орденом белог орла са мачевима IV реда. Касније је одликован орденом Св. Саве (1930. године), Орденом југословенске круне четвртог степена (1938. године) и бугарским орденом Св. Александар, официрски крст. После Другог светског рата добио је Орден рада првог реда (1956. године) и Орден заслуга за народ са златним венцем. Добио је два пута Октобарску награду града Београда (1962. године и 1964. године), два пута Седмојулску награду СР Србије (1951. године и 1959. године) и награду АВНОЈ (1969. године).